# Мана (видео-игре)
Мана је атрибут ликова у игри улога или видео-игри који указује на количину енергије потребне за коришћење специјалних магичних способности односно „чини”. Она се обично мери у магијским или мана поенима (MP). За сваку способност је потребна различита количина мане. Ако се мана сведе на нулу, лик неће моћи да користи посебне способности док је не допуни.
Попут виталности, и мана се може приказати као нумеричка вредност, на пример „39/100” (в. илустрацију). Овде први број означава тренутну резерву мане, а други њен максималан капацитет. У видео-играма резерва мане се може приказати и визуелно, на пример помоћу индикатора који се мења у зависности од броја магијских поена.